# 德坞街道
德坞街道，是中华人民共和国贵州省六盤水市钟山区下辖的一个乡镇级行政单位。

## 行政区划
德坞街道下辖以下地区：
德宏社区、德西社区、马落箐社区村、白鹤社区村、西宁社区村、乌砂寨社区村和龙贵地社区村。